# Chalida Szczegolejewa
Chalida Chosiainowna Szczegolejewa (ros. Халида Хосяин Щеголеева, ur. 7 marca 1933) – radziecka łyżwiarka szybka, złota medalistka mistrzostw świata.

## Kariera
Największy sukces w karierze Chalida Szczegolejewa osiągnęła w 1953 roku, kiedy zdobyła złoty medal podczas wielobojowych mistrzostw świata w Lillehammer. W zawodach tych wyprzedziła bezpośrednio dwie rodaczki: Rimmę Żukową oraz Lidiję Sielichową. Szczegolejewa wygrała tam bieg na 3000 m, zajęła drugie miejsce na 1000 i 5000 m, a w biegu na 500 m była piąta. Żukową, która wygrała biegi na 500 i 1000 m wyprzedziła o zaledwie 0,073 pkt. Był to jedyny medal wywalczony przez nią na międzynarodowej imprezie tej rangi. Wystartowała także na rozgrywanych rok później mistrzostwach świata w Östersund, zajmując piątą pozycję. W poszczególnych biegach była tam kolejno siódma na 500 m, trzecie na 3000 m, czwarte na 100 m oraz ósme na dystansie 5000 m. Ponadto w 1953 roku zdobyła srebrny medal na mistrzostwach Związku Radzieckiego w wieloboju.
Otrzymała tytuł Zasłużonego Mistrza Sportu ZSRR.
Ustanowiła pięć rekordów świata.